# Beniamino Cancian
Beniamino Cancian (Sacile, 21 marzo 1936 – Budoia, 14 aprile 2025) è stato un calciatore e allenatore di calcio italiano, di ruolo terzino.

## Carriera

### Giocatore
Giocò in Serie A con Torino e Mantova.

### Allenatore
Terminata la carriera da calciatore ne cominciò una da allenatore al Torino come vice di Giancarlo Cadè nella stagione 1970-1971. A fine campionato sostituisce un Cadè dimissionario per guidare la squadra granata nella finale di Coppa Italia 1970-1971 contro il Milan di Nereo Rocco e vinta dal Torino 5-3 ai calci di rigore. Tutti i 5 penalty vennero realizzati da Sergio Maddè entrato in sostituzione al 77º proprio per scelta di Cancian. Il resto della carriera da allenatore si svolse perlopiù in Serie C1 e Serie C2 salvo un'annata in Serie A al Como durante la quale il 9 novembre 1975 fece esordire in serie A Paolo Rossi il "Pablito" eroe del Mondiale 1982. Seguono due stagioni in Serie B con Modena e Foggia. Nella stagione 1993-1994 in Serie B affiancò Mauro Sandreani alla guida del Padova in quanto quest'ultimo era sprovvisto del patentino per allenare.

## Palmarès

### Giocatore

#### Competizioni nazionali
- Serie B: 1

Torino: 1959-1960

### Allenatore

#### Competizioni nazionali
- Coppa Italia: 1

Torino: 1970-1971